# Дилсуз, Мухаммед Эмин
Мухаммед Эмин Дилсуз (азерб. Məhəmməd Əmin Dilsuz) —  азербайджанский поэт второй половины XIX века.

## Творчество
Мухаммед Эмин Дилсуз писал на азербайджанском и персидском языках под псевдонимом «Устад». Его диван несколько раз издавался в Тебризе. Его произведения относятся к жанрам: газель, касыда, мухаммас, рубаи, сагинаме, новха и синазан.